# Guiana
Theobroma cacao
Espèce
Classification phylogénétique
Le guiana ou cacaoyer spontané de Guyane française (Theobroma cacao L. forma group guiana) est un des dix groupes de variétés (clusters) de cacaoyers (Theobroma cacao) considérées par l'étude morpho-géographique et génétique de Motomayor de 2008 comme constituant la « base » phylogénétique des essences de cacao.

## Description
Le terme « guiana » provient du terme anglais Guianas, désignant la région des Guyanes. Cette appellation provient de l'étude morpho-géographique et génétique de Motomayor de 2008, dans laquelle l'équipe de chercheurs estime déterminer que l'origine géographique de cette variété se trouve quelque part dans cette région. Il est en cela mis à l'écart des autres groupes de variétés décrits par l'étude, répartis entre groupes de variétés du Haut Amazone et de l'Amazone moyen.
Le guiana est un arbre de sous-bois à grandes feuilles persistantes, qui peut atteindre une hauteur de 25 mètres. Il se caractérise par des sillons très marqués et des verrucosités sur la cabosse[réf. nécessaire].

## Systématique
En tant que cacaoyer, le guiana appartient donc à l'espèce Theobroma cacao (Linné 1753), de la famille des Malvacées. Il a fait l'objet d'une publication scientifique dès 2005 et a été introduit comme l'un des dix groupes de variétés « fondamentales » de cacaoyers selon l'étude de Motomayor et al. en 2008, étude tendant à devenir le nouveau standard dans la classification des cacaoyers après le traditionnel triptyque criollo, forastero, trinitario. Il s'agit d'un nouveau groupe, qui n'était précédemment rattaché à aucun des trois membres du triptyque.
Génétiquement, ils diffèrent notablement des autres cacaoyers par le fait qu'au Quaternaire, après une période de réchauffement climatique, de la forêt amazonienne ne subsistait que des îlots de forêt humide séparés par de grandes étendues de savane sèche. Dans un de ces îlots de forêt humide dans le sud-est de la Guyane française, ont subsisté des cacaoyers, qui étant isolés des autres cacaoyers ont évolué différemment[réf. nécessaire].

## Découverte et collections
Les cacaoyers spontanés de Guyane française sont connus depuis leur découverte en 1729 par le sergent Delahaye, qui avait été envoyé par le gouverneur D'Orvilliers pour tenter de trouver le lac Parimé, au bord duquel la légende situait la cité d'Eldorado.
Il ne la trouva pas, mais découvrit de la salsepareille et des forêts de cacaoyers, dont l'existence avait été rapportée par des Amérindiens.
Ces cacaoyers ont été étudiés dès 1985 par le CIRAD, grâce à des cabosses récoltées lors de missions du 3e régiment étranger d'infanterie de Kourou sur les bornes frontières avec le Brésil. Des prospections scientifiques furent ensuite organisées en 1987 (région de Camopi), en 1990 (haut Oyapock, Kérindioutou), et en 1995 (Haut Oyapock, Euleupoussing, Yaloupi).
Une collection de ces cacaoyers a été plantée par le CIRAD, sur le site de la station de Pointe-Combi à Sinnamary en Guyane française. Les cacaoyers de cette collection sont représentés par soit des plants issus de clonage végétal, soit des descendances libres (famille de semenceaux provenant d'un même pied mère).
Ils ont été étudiés pendant dix ans, et le CIRAD possède actuellement[Quand ?] 198 pieds-mères venant de vingt populations issues de deux bassins fluviaux.

## Production

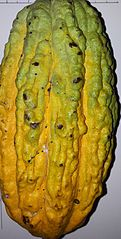
Cabosse d'une variété hybride

En plus de leur différence génétique, les cacaoyers guianas se caractérisent également par une résistance aux maladies, une grande productivité (clones sélectionnés), une qualité organoleptique supérieure.
Ils constituent pour la Guyane française une ressource génétique régionale accessible pour l’amélioration des variétés cultivées.
En mai 2012 a eu lieu la mise en culture des premiers plants de la variété Guiana obtenus par une pollinisation artificielle effectuée en décembre 2011. Ces plants ont été obtenus en croisant deux clones « élites » de la variété Guiana. D'autres essais avec des croisements de clones de variétés sub-spontanés de Guyane et des clones de variétés sélectionnées d'autres origines, sont également en cours. Ils ont été mis en plantation définitive début 2013.[réf. nécessaire]